# ميخائيل بورغس
ميخائيل بورغس (8 يوليو 1994 في المملكة المتحدة - ) (بالإنجليزية: Michael Burgess)‏ هو لاعب كريكت بريطاني. لعب مع نادي مقاطعة ليسترشاير للكريكت ‏ ونادي مقاطعة ساسكس للكركيت ‏ وLoughborough MCC University ‏.

## وصلات خارجية
- ميخائيل بورغس على موقع إي آس بي آن كريك إنفو (الإنجليزية)